# Calyptrochilum
Calyptrochilum es un género de orquídeas  de hábito terrestre, originarias del nordeste de Brasil y del África tropical.

## Taxonomía
El género fue descrito por Friedrich Wilhelm Ludwig Kraenzlin y publicado en Botanische Jahrbücher für Systematik, Pflanzengeschichte und Pflanzengeographie 22: 30. 1895.

## Especies aceptadas
A continuación se brinda un listado de las especies del género Calyptrochilum aceptadas hasta febrero de 2014, ordenadas alfabéticamente. Para cada una se indica el nombre binomial seguido del autor, abreviado según las convenciones y usos.
- Calyptrochilum christyanum (Rchb.f.) Summerh. in J.Hutchinson & J.M.Dalziel, Fl. W. Trop. Afr. 2: 450 (1936)
- Calyptrochilum emarginatum (Afzel. ex Sw.) Schltr., Beih. Bot. Centralbl. 36(2): 84 (1918) - especie tipo